# Cristóvão de Castro Barcelos
Cristóvão de Castro Barcellos (Campos dos Goytacases, 25 de julho de 1883 — Rio de Janeiro, 1946) foi um militar e político brasileiro. Exerceu o mandato de deputado federal constituinte pelo Rio de Janeiro em 1934 e foi Chefe do Estado-Maior do Exército.

## Vida pessoal e carreira militar
Cristóvão de Castro Barcellos, originalmente registrado como Christovam de Castro Barcellos, estudou no Liceu de Humanidades de Campos.
Em 1901, alistou-se no Exército Brasileiro e ingressou na Escola Militar do Brasil, no Rio de Janeiro. Foi declarado aspirante-a-oficial, em 1909, foi promovido a segundo-tenente, em 1911 e, em 1917, a primeiro-tenente.
Durante a Primeira Guerra Mundial viajou para a França, junto com a comissão brasileira de estudos, operações de guerra e aquisição de material.  A comissão de estudos e compras, conhecida como “Missão Aché” por causa de seu comandante, o general Napoleão Felipe Aché, tinha o objetivo de estudar a doutrina militar francesa e conhecer armamentos franceses que pudessem ser comprados para uso pelo exército brasileiro. Além de visitarem instalações militares, os 24 oficiais brasileiros que a compunham foram arregimentados na primeira linha do Exército francês, que lutava na frente ocidental da guerra (França e Bélgica). Cristóvão Barcellos comandou um pelotão do 17º regimento de Dragões (infantaria a cavalo) do exército francês, participando da perseguição a tropas alemãs que se retiravam da Bélgica. Ele continuou na França após o fim da guerra, onde cursou a Escola Militar de Saint-Cyr até 1919, ano em que retornou ao Brasil. Foi promovido a capitão por conta de seus atos de bravura praticados durante a guerra.
Casou-se com Olga de Carvalho Barcellos, natural de Santa Maria Madalena, RJ. 
Em 1922, já de volta ao Brasil, ele ingressou na Escola de Estado-Maior do Exército, no Rio de Janeiro, e concluiu o curso em 1925.
Entre fevereiro de 1927 e fevereiro de 1930, chefiou a 3ª Circunscrição de Recrutamento, sediada em Vitória. Promovido a major em novembro de 1928, chegou ao posto de tenente-coronel em fevereiro de 1930. Nesse mesmo mês, durante a campanha eleitoral para a sucessão do presidente Washington Luís, chefiou a caravana oposicionista da Aliança Liberal que percorreu cidades dos estados do Rio de Janeiro e do Espírito Santo. Em Vitória, reagiu a tiros ao ataque movido por forças policiais contra os oposicionistas, que realizavam um grande comício e endereçavam duras críticas ao governo federal. Em outubro, participou da revolução que depôs Washington Luís, chefiando tropas em operação na região situada entre as cidades mineiras de Além Paraíba e Carangola.
Em abril de 1931, foi promovido a coronel e assumiu o Comando da  da Escola de Estado-Maior, cargo que exerceu de 23 de junho de 1931 a 20 de junho de 1933.
Em julho de 1932, com a eclosão da Revolução Constitucionalista de São Paulo, combateu os paulistas à frente do destacamento envolvido em choques na região da serra da Mantiqueira (MG), responsável pelo setor do Túnel. Deste mesmo destacamento participaram Juarez Távora, Benedito Valadares e Juscelino Kubitschek.  Em setembro, foi promovido a general de brigada.

## Carreira Política
Após a vitória contra a Revolução Constitucionalista de São Paulo e a convocação de eleições para a Assembleia Nacional Constituinte, em maio de 1933, foi eleito deputado constituinte e participou na fundação do Partido Socialista Fluminense.(PSF) Porém apenas 2 meses depois se desligou do partido para tentar unificar, sem sucesso, os antigos adeptos da candidatura de Nilo Peçanha, nas eleições de 1922. Com o fracasso ele liderou outro partido, a União Progressista Fluminense (UPF), junto com José Eduardo Prado Kelly.
Barcelos foi um dos quatro deputados à Assembleia Nacional Constituinte eleitos na legenda de seu partido em maio de 1933. Assim que a Assembleia foi formada, Barcelos entrou na disputa pela presidência da mesa-diretora. Nas eleições para assumir o cargo Barcelos acabou sendo derrotado de forma expressiva por Antônio Carlos Ribeiro de Andrada, candidato apoiado por Getúlio Vargas, pela impressionante diferença de 138 votos a apenas 1, sendo então escolhido como segundo-vice-presidente da Assembleia.
Em 7 de setembro de 1933 propôs que a capital do país, na época Rio de Janeiro, fosse transferida pro interior do país, argumentou que adquiriu conhecimentos, durante a Primeira Guerra, que a capital de um país deve ficar mais no centro, onde é mais protegido, seguindo exemplo de Paris e Londres, a proposta foi negada.
Em janeiro de 1934, o presidente da Assembleia, Antônio Medeiros Neto, propôs a inversão na ordem dos trabalhos da Assembleia, sendo assim, a próxima eleição a presidente seria antecipada e seria realizada antes mesmo da promulgação da nova Constituição. Cristóvão se opôs a essa proposta e participou de uma reunião junto com o general Góis Monteiro, à qual também compareceram Virgílio de Melo Franco, João Alberto e Valdemar Mota. Nessa reunião foi decidido favorável pela proposta do deputado Augusto Simões Lopes de que a eleição presidencial ocorreria após a votação, em primeiro turno, do projeto da Constituição.
Em março, o general Barcelos se posicionou contrário a possibilidade, que estava sendo proposta na Assembleia, da prorrogação dos mandatos dos constituintes, que executariam funções para as quais não haviam sido eleitos.
Em junho, votou a favor de que fosse atribuído ao Presidente da República os poderes discricionários conferidos em 1930 ao cargo de presidente.
Barcelos assinou duas importantes emendas antes de sair de seu cargo, as emendas nº 897, que criou o Conselho Federal e a emenda nº 899, que garante educação para todos os brasileiros.. 
Em 1935 disputou o governo do antigo Estado do Rio de Janeiro, com capital em Niterói, com apoio do governador do Rio Grande do Sul, Flores da Cunha e de políticos mineiros. Seu opositor, almirante Protógenes Guimarães, esse apoiado discretamente pelo próprio presidente Getúlio Vargas, ganhou a eleição indireta por apenas um voto, após sessão tumultuada na Assembleia Fluminense. Nessa sessão, o deputado socialista Capitulino dos Santos levou dois tiros no plenário da Assembleia, disparados pelo tenente Nelson Chaves. Socorrido, Santos precisou extrair um rim, não sem antes depositar seu voto. Barcellos, que também sofreu um atentado na mesma sessão, protestou e conseguiu anular a sessão. Outro pleito foi realizado em 12 de novembro, com nova vitória de Protógenes. Mesmo sendo adversário político de Pedro Ernesto, preso pela ditadura de Getúlio após a Intentona Comunista de 1935, prestou depoimento à polícia denunciando a manipulação do inquérito que o acusava de corrupção e subversão enquanto exercia cargo de prefeito do Rio de Janeiro, e garantindo sua integridade. Esses eventos marcaram o rompimento com Vargas e a retomada da sua carreira militar. 

## Retorno ao Exército
De fevereiro de 1936 a março de 1937. o general Barcelos comandou a 8ª Brigada de Infantaria, e em dezembro seguinte assumiu o comando da 7ª Região Militar, sediada em Recife. Promovido a general de divisão em junho de 1938, deixou o comando da 7ª RM em agosto.
Em 22 de dezembro de 1944, tornou-se Chefe do Estado-Maior do Exército, cargo de grande importância num momento de turbulência política no Brasil e no contexto da participação militar brasileira junto aos países aliados na II Guerra Mundial, que continuou a ocupar, mesmo depois da queda de Getúlio Vargas, ocorrida em 29 de outubro de 1945. Exerceu essa função até 2 de fevereiro de 1946.
Faleceu na cidade do Rio de Janeiro em 1946.